# Музей современного искусства (Санто-Доминго)
Музей современного искусства в Санто-Доминго (исп. Museo de Arte Moderno de Santo Domingo, MAM Santo Domingo) — художественный музей в столице Доминиканской Республики городе Санто-Доминго, открытый в декабре 1976 года — как «Галерея современного искусства» — в комплексе заданий «Хуан Пабло Дуарте» на площади Культуры (Plaza de la Cultura); основной институт страны, занимающийся сохранением и распространением современного искусства: как национального, так и международного.

## История и описание
Музей современного искусства Доминиканской Республики был открыт в городе Санто-Доминго 15 декабря 1976 года; он разместился в здании, возведённом по проекту местного архитектора Хосе Мининьо. В момент открытия музей назывался «Галерея современного искусства» (Galería de Arte Moderno), а его первой площадкой стал выставочный зал в комплексе «Хуан Пабло Дуарте» на площади Культуры (Plaza de la Cultura), построенный исключительно для культурных целей — что являлось редким явлением в регионе в те годы. Первым директором галереи стал Антонио Фернандес Спенсер (1922—1995); в 1978 году его сменила Роза Мелендес.
В 1992 году, после празднования 500-летия открытия Америки (во время правления президента Хоакина Балагера), галерея изменила свое название на «Музей современного искусства», поскольку к тому моменту в её коллекции уже были собраны произведения «музейного уровня». В 2000 году, с созданием должности государственного секретаря по культуре (в правительстве президента Леонеля Фернандеса), MAMD стал подчиняться новому чиновнику и его департаменту. В том же году директором музея стала выпускница Гаванского университета (Куба), историк искусств Сара Хермман Жабо (род. 1969), занимавшая данный пост до 2004 года.
Музей современного искусства является сегодня основным институтом Доминиканской Республики по сохранению, совершенствованию и распространению современного доминиканского искусства. Его постоянная коллекция содержит скульптуры, живописные и графические работы, гравюры и фотографии; она демонстрируется в ходе меняющихся экспозиций. В состав музея также входит специализированная библиотеке по изобразительному искусству, музейный магазин и аудитория (конференц-зал) для лекций, семинаров и практикумов (мастер-классов). Помимо презентации постоянной коллекции, музей регулярно проводит групповые (тематические) и персональные выставки: так в октябре-декабре 2016 года в его помещениях прошла масштабная выставка по истории местного биеннале «Historia de la Bienal, la Bienal en la Historia 1942—2015», на которой были представлены произведения трёх десятков авторов.